# Bachirou Salou
Bachirou Salou (ur. 15 września 1970 w Lomé) – togijski piłkarz występujący na pozycji napastnika.

## Kariera klubowa
Salou swoją karierę rozpoczynał w klubach OC Agaza i Omnisport Lomé. W 1989 roku trafił do Panthère du Ndé Bangangté, gdzie spędził rok. W 1990 roku przeszedł do niemieckiej Borussii Mönchengladbach z Bundesligi. W tych rozgrywkach zadebiutował 23 lutego 1991 roku w przegranym 0:3 meczu z VfL Bochum. 9 marca 1991 roku w zremisowanym 1:1 pojedynku z Wattenscheid strzelił pierwszego gola w Bundeslidze. W 1992 roku dotarł z klubem do finału Pucharu Niemiec, gdzie Borussia uległą jednak Hannoverowi 96. W 1995 roku Salou zdobył z zespołem Puchar Niemiec.
W tym samym roku odszedł do zespołu MSV Duisburg, grającego w 2. Bundeslidze. W 1996 roku awansował z klubem do Bundesligi. W 1998 roku wystąpił z nim w finale Pucharu Niemiec, ale Duisburg został tam pokonany przez Bayern Monachium. W Duisburgu spędził 3 lata.
W 1998 roku Salou przeniósł się do Borussii Dortmund, również z Bundesligi. Zadebiutował tam 14 sierpnia 1998 roku w przegranym 1:2 ligowym spotkaniu z VfB Stuttgart, w którym strzelił także gola. Barwy Borussii reprezentował przez rok. W 1999 roku odszedł do innego pierwszoligowca, Eintrachtu Frankfurt. Grał tam przez półtora roku.
W 2001 roku przeszedł do Hansy Rostock (Bundesliga). Zadebiutował tam 26 stycznia 2001 roku w przegranym 0:2 ligowym meczu z FC Schalke 04. Przez 2 lata gry w Hansie, wystąpił tam w 46 ligowych meczach i strzelił 7 goli. Potem był graczem zespołów SC Kapellen-Erft, Alemannii Aachen, KAS Eupen oraz ponownie SC Kapellen-Erft, gdzie w 2006 roku zakończył karierę.

## Kariera reprezentacyjna
W latach 1989–1998 Salou rozegrał 38 spotkań i zdobył 17 bramek w reprezentacji Togo. Był uczestnikiem Pucharu Narodów Afryki 1998 oraz Pucharu Narodów Afryki 2000, które Togo zakończyło na fazie grupowej.